# Liste der Straßen, Plätze und Brücken in Hamburg-Borgfelde

Lage von Borgfelde in Hamburg und im Bezirk Hamburg-Mitte (hellrot)

Die Liste der Straßen, Plätze und Brücken in Hamburg-Borgfelde ist eine Übersicht der im Hamburger Stadtteil Borgfelde vorhandenen Straßen, Plätze und Brücken. Sie ist Teil der Liste der Verkehrsflächen in Hamburg.

## Überblick
In Borgfelde (Ortsteilnummern 119 bis 120) leben 8822 Einwohner (Stand: 31. Dezember 2023) auf 3,8 km². Borgfelde liegt im Postleitzahlenbereich 20535 und 20537.
In Borgfelde gibt es 31 benannte Verkehrsflächen, darunter ein Platz und vier Brücken.

## Übersicht der Straßen
Die nachfolgende Tabelle gibt eine Übersicht über alle benannten Verkehrsflächen – Straßen, Plätze und Brücken – im Stadtteil sowie einige dazugehörige Informationen. Im Einzelnen sind dies:
- Name/Lage: aktuelle Bezeichnung der Straße, des Platzes oder der Brücke. Über den Link (Lage) kann die Straße, der Platz oder die Brücke auf verschiedenen Kartendiensten angezeigt werden. Die Geoposition gibt dabei ungefähr die Mitte an. Bei längeren Straßen, die durch zwei oder mehr Stadtteile führen, kann es daher sein, dass die Koordinate in einem anderen Stadtteil liegt.
- Straßenschlüssel: amtlicher Straßenschlüssel, bestehend aus einem Buchstaben (Anfangsbuchstabe der Straße, des Platzes oder der Brücke) und einer dreistelligen Nummer.
- Länge/Maße in Metern:
Hinweis: Die in der Übersicht enthaltenen Längenangaben sind nach mathematischen Regeln auf- oder abgerundete Übersichtswerte, die im Digitalen Atlas Nord[1] mit dem dortigen Maßstab ermittelt wurden. Sie dienen eher Vergleichszwecken und werden, sofern amtliche Werte bekannt sind, ausgetauscht und gesondert gekennzeichnet.
Bei Plätzen sind die Maße in der Form a × b bei rechteckigen Anlagen oder a × b × c bei dreiecksförmigen Anlagen mit a als längster Kante dargestellt.
Der Zusatz (im Stadtteil) gibt an, wie lang die Straße innerhalb des Stadtteils ist, sofern sie durch mehrere Stadtteile verläuft.
- Namensherkunft: Ursprung oder Bezug des Namens.
- Datum der Benennung: Jahr der offiziellen Benennung oder der Ersterwähnung eines Namens, bei Unsicherheiten auch die Angabe eines Zeitraums.
- Anmerkungen: Weitere Informationen bezüglich anliegender Institutionen, der Geschichte der Straße, historischer Bezeichnungen, Baudenkmale usw.
- Bild: Foto der Straße oder eines anliegenden Objektes.

| Name/Lage                       | Straßen- schlüssel | Länge/Maße (in Metern)     | Namensherkunft | Datum der Benennung      | Anmerkungen | Bild |
| ------------------------------- | ------------------ | -------------------------- | --- | ------------------------ | --- | --- |
| Alfredstraße (Lage)             | A075               | 0330 (im Stadtteil)        | nach Alfred Wilhelm Harder (1866–1884), früh verstorbener Sohn des Kaufmanns und Grundeigentümers Hermann Harder                                                                           | 1866                     | nördlicher Teil in Hohenfelde | Alfredstraße, Blick zur Bürgerweide                                                                                           |
| Alfredstraßenbrücke (Lage)      |                    | 0025                       | in Anlehnung an die Alfredstraße | 1901                     | lt. „Straßen- und Gebietsverzeichnis der Freien und Hansestadt Hamburg“ nur in Borgfelde, lt. Deutscher Grundkarte hauptsächlich in Hohenfelde und nur zu einem kleinen Teil in Borgfelde                      | Alfredstraßenbrücke |
| Anckelmannsplatz (Lage)         | A422               | 0050 × 50 (im Stadtteil)   | in Anlehnung an die Anckelmannstraße | 1879                     | westlicher Teil in Hammerbrook | Anckelmannsplatz |
| Anckelmannstraße (Lage)         | A423               | 0360                       | nach der Grundeigentümerfamilie Anckelmann | 1879                     | | Anckelmannstraße, Blick Richtung Anckelmannsplatz                                                                             |
| Ausschläger Weg (Lage)          | A534               | 0460 (im Stadtteil)        | seit 1525 nachweisbarer Verbindungsweg nach der Elbinsel Billwerder Ausschlag |                          | südlicher Teil in Hammerbrook | Ausschläger Weg, Blick zur Eiffestraße                                                                                        |
| Baubürgerweg (Lage)             | B094               | 0080                       | Baubürger = bürgerschaftliche Mitglieder der Baudeputation, Vorläufer der späteren Baubehörde                                                                                              | 1906                     | Fußweg | Baubürgerweg, Blick zur Bürgerweide                                                                                           |
| Beim Gesundbrunnen (Lage)       | B206               | 0150                       | nach einer seit dem 17. Jahrhundert hier ansässigen Gastwirtschaft mit angeblicher Heilquelle                                                                                              | 1906                     | | Beim Gesundbrunnen, Blick in Richtung Borgfelder Straße                                                                       |
| Berlinertordamm (Lage)          | B277               | 00140 (Länge im Stadtteil) | Damm durch den Wallgraben am Berliner Tor, dem Stadttor durch das „Neue Werk“ (1679/82–um 1820) an der Landstraße nach Berlin                                                              | 1905                     | lt. „Straßen- und Gebietsverzeichnis der Freien und Hansestadt Hamburg“ nur in St. Georg, lt. Deutscher Grundkarte hauptsächlich in Borgfelde und nur zum kleinen Teil in St. Georg; Anlieger nur in St. Georg | Berlinertordamm, hinter der Ampel in Beim Strohhause übergehend                                                               |
| Bethesdastraße (Lage)           | B302               | 0330 (im Stadtteil)        | nach dem gleichnamigen von Elise Averdieck (1808–1907) gegründeten Diakonissen-Krankenhaus                                                                                                 | 1887                     | östlicher Teil in Hamm; kreuzt die Elise-Averdieck-Straße | Bethesdastraße, Blick von der Einmündung des Malzwegs                                                                         |
| Borgfelder Allee (Lage)         | B480               | 0075                       | im Anschluss an die Borgfelder Straße | 1884                     | | Borgfelder Allee, Blick zur Anckelmannstraße                                                                                  |
| Borgfelder Stieg (Lage)         | B823               | 0070                       | Verbindungsweg zwischen Klaus-Groth-Straße und Oben Borgfelde | 1889                     | Fußweg | Borgfelder Stieg, Blick von Oben Borgfelde                                                                                    |
| Borgfelder Straße (Lage)        | B482               | 0950                       | Abschnitt des historischen Heerweges nach Bergedorf zwischen Berliner Tor und „Hammer Baum“                                                                                                | 1858                     | | Borgfelder Straße, stadtauswärts                                                                                              |
| Brekelbaums Park (Lage)         | B591               | 0240                       | nach dem Bauunternehmer Carl Brekelbaum (1863–1956), der hier ein Grundstück besaß | 1900                     | | Brekelbaums Park, Blick von der Borgfelder Straße                                                                             |
| Bürgerweide (Lage)              | B686               | 1240 (im Stadtteil)        | bis 1899 „An der Bürgerweide“, in Erinnerung an die frühere Funktion der Gegend vor der Stadtbefestigung als Gemeinweide für die Hamburger Bürger                                          | 1868, 1899               | südwestlicher Teil in Hammerbrook; von Hammerbrook bis zur Wallstraßenbrücke Teil der Bundesstraße 75 | Bürgerweide, Blick vom Berlinertordamm stadtauswärts                                                                          |
| Burggarten (Lage)               | B717               | 0170                       | im Anschluss an die Burgstraße, zuvor auch „Am Burggarten“ | 1884                     | | Burggarten, Blick in Richtung Klaus-Groth-Straße                                                                              |
| Burgstraße (Lage)               | B719               | 0430                       | möglicherweise nach einem als „Burg“ bezeichneten Anwesen der Ritter von Hamme, oder aber auch wegen ihrer Lage auf dem Burg- bzw. Borgfelde                                               | 1853                     | östliche Seite in Hamm; Teil der Bundesstraße 5 | Burgstraße, Blick Richtung Süden von der Kreuzung Bürgerweide/Sievekingsallee/Landwehr                                        |
| Eiffestraße (Lage)              | E081               | 0810 (im Stadtteil)        | Franz Ferdinand Eiffe (1825–1875), Kaufmann und Senator, für seine Verdienste als Präses der Baudeputation und als Landherr                                                                | 1886                     | östlicher Teil in Hamm | Eiffestraße, Blick zum Anckelmannsplatz                                                                                       |
| Elise-Averdieck-Straße (Lage)   | E144               | 0270                       | nach Elise Averdieck (1808–1907), Schriftstellerin und Gründerin einer Diakonissenanstalt (siehe Bethesdastraße)                                                                           | 1896                     | | Elise-Averdieck-Straße, Blick von der Einmündung zur Klaus-Groth-Straße                                                       |
| Erste Ausschläger Brücke (Lage) |                    | 0040                       | in Anlehnung an den hier verlaufenden Ausschläger Weg | 1930                     | südlicher Teil in Hammerbrook | |
| Erste Grevenbrücke (Lage)       |                    | 0040                       | in Anlehnung an den hier verlaufenden Grevenweg | 1930                     | südwestliche Seite in Hammerbrook, östliche Seite in Hamm; im Verlauf des Grevenwegs über den Mittelkanal | Erste Grevenbrücke (Hamburg)                                                                                                  |
| Grevenweg (Lage)                | G231               | 0420                       | seit dem 16. Jahrhundert nachweisbare Bezeichnung für den „Grafenweg“, den sich die Holsteiner Grafen als Zugang zur Bille vorbehielten, nachdem sie den Hammerbrook an Hamburg vermachten | 1539                     | östliche Seite bis zum Mittelkanal in Hamm, danach in Hammerbrook; bis zur Eiffestraße Teil der Bundesstraße 5                                                                                                 | Grevenweg, Blick Richtung Süden von der Kreuzung Borgfelder Straße/Burgstraße/Sievekingdamm                                   |
| Hinrichsenstraße (Lage)         | H439               | 0460                       | nach Siegmund Hinrichsen (1841–1902), Präsident der Hamburgischen Bürgerschaft | 1948, vorher: Baustraße  | | Hinrichsenstraße, Blick von der Einmündung zur Alfredstraße                                                                   |
| Jungestraße (Lage)              | J098               | 0110                       | nach Hermann Junge (1884–1953), Pastor an der Borgfelder Erlöserkirche | 1958, vorher: Wallstraße | | Jungestraße, Blick Richtung Bürgerweide                                                                                       |
| Klaus-Groth-Straße (Lage)       | K215               | 0980                       | nach dem niederdeutschen Dichter Klaus Groth (1819–1899) | 1899                     | | Klaus-Groth-Straße, Blick in Richtung Osten                                                                                   |
| Landwehr (Lage)                 | L024               | 0170                       | nach der hier verlaufenden mittelalterlichen Landwehr | 1890                     | nördlicher Teil in Hohenfelde und Eilbek, die Ostseite des südlichen Teils in Hamm; Teil der Bundesstraße 5 | Landwehr, Blick Richtung Norden, in der Bildmitte der S-Bahnhof Landwehr, ganz im Hintergrund die Hochhäuser an der Mundsburg |
| Malzweg (Lage)                  | M027               | 0210                       | nach der früher in der Klaus-Groth-Straße gelegenen Vereinsbrauerei | 1887                     | | Malzweg, Blick zur Bürgerweide                                                                                                |
| Normannenweg (Lage)             | N174               | 0430                       | nach dem „Volksstamm“ der Normannen, siehe auch den benachbarten Wikingerweg sowie die Alemannen-, Sorben- und Wendenstraße in Hammerbrook und Hamm.                                       | 1905                     | | Normannenweg, Blick zur Eiffestraße                                                                                           |
| Oben Borgfelde (Lage)           | O003               | 0920                       | nach der Lage des Weges auf dem Geesthang | 19. Jahrhundert          | Fuß- und Radweg oberhalb der bzw. parallel zur Borgfelder Straße verlaufend | Oben Borgfelde, stadtauswärts                                                                                                 |
| Von-Graffen-Straße (Lage)       | V099               | 0210                       | nach Friedrich von Graffen (1745–1820), Hamburger Bürgermeister | 1959, vorher: Grevenweg  | | Von-Graffen-Straße, Blick von der Borgfelder Straße                                                                           |
| Wallstraßenbrücke (Lage)        |                    | 0040                       | in Anlehnung an die hier über die Bahngleise verlaufende Wallstraße | 1905                     | nördlicher Teil in Hohenfelde; Teil der Bundesstraße 75 | Wallstraßenbrücke |
| Wikingerweg (Lage)              | W256               | 0130                       | nach den mittelalterlichen Wikingern, siehe auch den benachbarten Normannenweg | 1908                     | | Wikingerweg, Blick in Richtung Eiffestraße                                                                                    |

## Nicht mehr vorhandene Verkehrsfläche
- Landwehrplatz (L026), 1912–2015[2] (Lage) – überbaut durch Neubebauung „Landwehrhöfe“ entlang der Straße Landwehr, die ehemals an der Westseite des Platzes und nunmehr in zweiter Reihe gelegenen Häuser wurden der Bürgerweide bzw. Hinrichsenstraße zugeordnet.